# Wilsum (gemeente)

Gemeentewapen

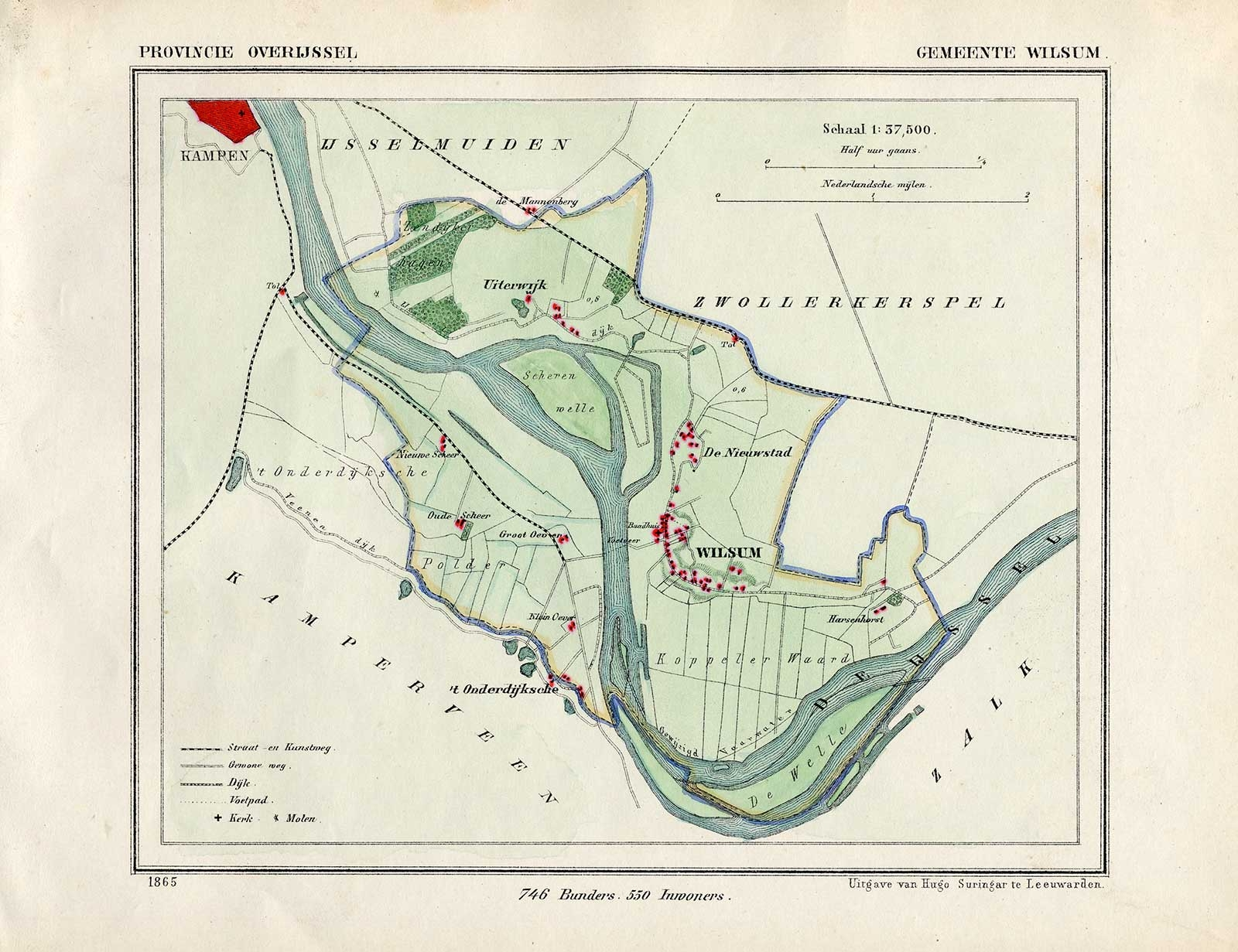
Kaart Gemeente Wilsum 1811-1937

Wilsum was een Nederlandse gemeente in de provincie Overijssel.
Op 1 januari 1937 werd de gemeente samengevoegd met de gemeente IJsselmuiden. De gemeente lag aan weerszijden van de IJssel en omvatte de plaatsen Wilsum en Nieuwstad. Deze gemeente had ook een veerdienst, tussen beiden oevers, genaamd Wilsummerveer. Die veer lag ten hoogte van Erve Scholpenoirt/ Grote Oever in de Onderdijkse Waard/ Onderdijkse Polder.